# Dirección General del Tesoro

Logotipo del Bicentenario del Tesoro (1824-2024)

La Dirección General del Tesoro y Política Financiera (DGTPF) de España es el órgano directivo del Ministerio de Economía, Comercio y Empresa, adscrito a la Secretaría General del Tesoro y Financiación Internacional, responsable del control de las instituciones, entidades y mercados financieros así como de la gestión de la política de endeudamiento público.
También se encarga de supervisar la acuñación de moneda, del control de los fondos provenientes de la Unión Europea o que salgan del Tesoro Público hacia otras instituciones así como del control del nivel de endeudamiento estatal.

## Historia

### Orígenes
La Dirección General del Tesoro se remonta al reinado de Fernando VII. El 3 de julio de 1824, el entonces ministro de Hacienda Luis López Ballesteros aprobó una instrucción general en la que reorganizaba la Real Hacienda y confiaba la custodia y distribución de sus recursos a la Dirección General del Real Tesoro (nueva denominación que adquirió la Tesorería General del Reino que existió desde principios del siglo XVIII), al tiempo que se mantenía la Contaduría General de Distribución como órgano de contabilidad, fiscalización e intervención. La nueva organización no estuvo en marcha hasta el 4 de agosto de 1825 y, en el lapsus de tiempo desde su creación hasta esta fecha, continuó llamándose Tesorería General del Reino y su titular tesorero general.
La DGRT también poseía una tesorería llamada Tesorería de Corte (sucesora de la Caja de la Tesorería General). La DGRT tenía la tarea de custodiar el dinero recaudado por la Dirección General de Rentas y de distribuirlo conforme a lo que ordenase el Secretario del Despacho de Hacienda. Asimismo, se encargaba de pagar las deudas y autorizar los pagos, incluidos los del Ejército así como realizar las previsiones de presupuestos y gastos.
Esta misma instrucción general preveía una secretaría para la gestión de la dirección general y un archivo que compartía con la contaduría general para guardar todos los documentos de los órganos predecesores y los que se generasen en el futuro.

### Consolidación (sigloXIX)
A partir de mediados de la década de 1830, la dirección general pasa a denominarse Dirección General del Tesoro Público y aparece la Subsecretaría de Hacienda como el órgano superior del Ministerio tras el propio ministro. A partir de la década de 1840, se utilizó indistintamente la denominación de Dirección General del Tesoro Público y Dirección General del Tesoro, aunque predominando la primera.

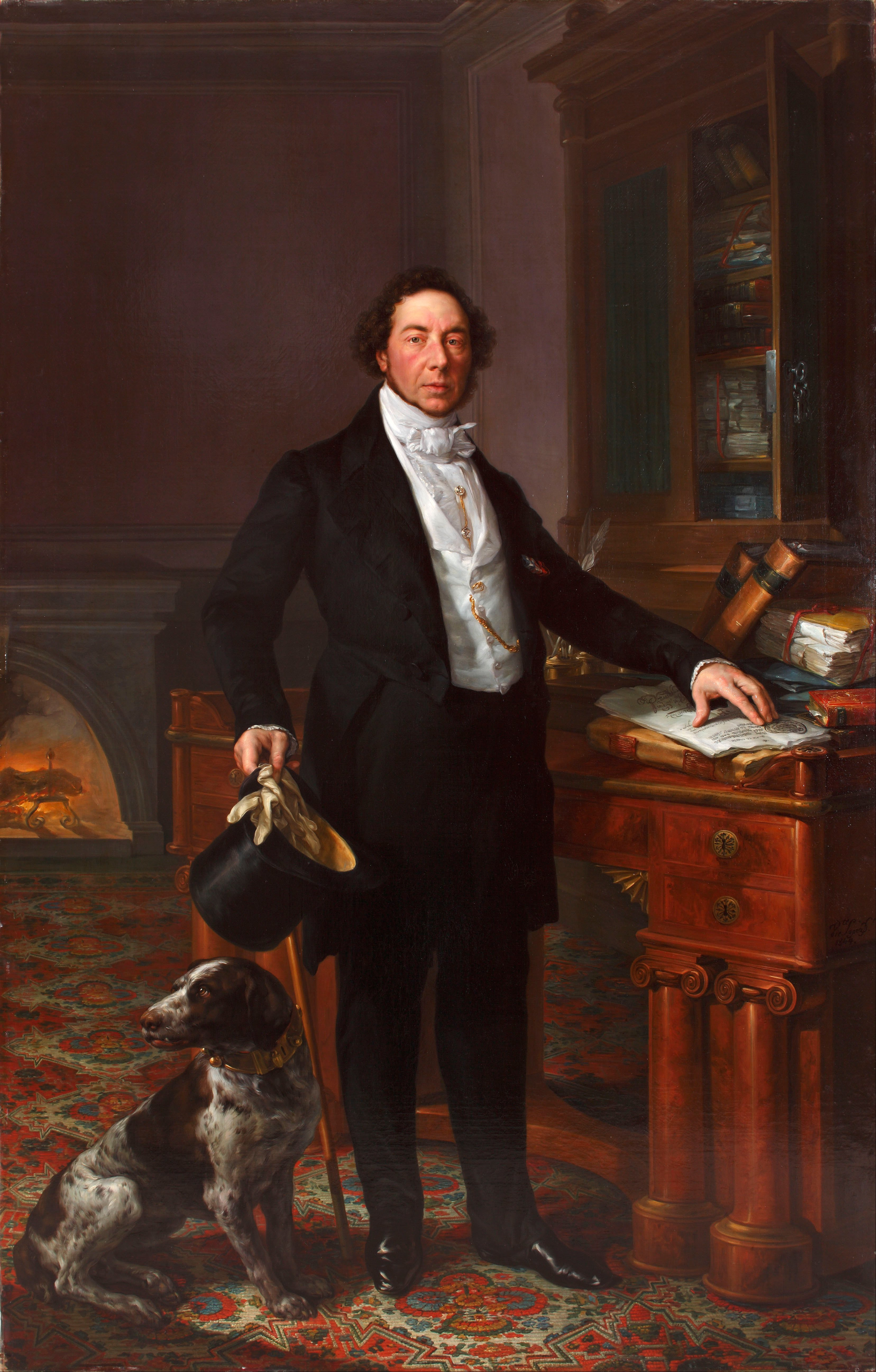
Retrato del Marqués de Remisa, director general del Tesoro entre 1826 y 1833, por Vicente López Portaña.

Debido a la negativa del Banco de San Fernando y del Banco de España después de conceder préstamos al Tesoro Público, en 1853 se creó la Caja General de Depósitos. Esta caja tuvo una dirección autónoma hasta que, por decreto de 8 de julio de 1873, pasó a formar parte de la Dirección General del Tesoro.
Desde la ley de 29 de abril de 1855, existía una comisión permanente de seis diputados de las Cortes encargados de supervisar las cargas de justicia —obligaciones de pago contraídas por el Estado con el fin de indemnizar a los poseedores de donaciones y privilegios reales, o de derechos enajenados de la Corona— que pagaba el Gobierno a través de los presupuestos y cuyo órgano administrador era la dirección general del Tesoro. Las competencias sobre estas cargas fueron traspasadas a la Dirección General de la Deuda Pública el 1 de julio de 1869 y a cambio recibió las competencias sobre los ingresos de lotería al desaparecer la Dirección General de Rentas Estancadas y Loterías.
Entre 1873 y 1924, se denominó indistintamente de tres formas diferentes a esta dirección, variando entre dirección general del Tesoro, dirección general del Tesoro Público y dirección general del Tesoro público y Ordenación general de pagos del Estado, aunque manteniendo su titular la primera de las denominaciones.
El 13 de marzo de 1875, la dirección general perdió las competencias que tenía sobre las Casas de Moneda que pasaron a la subsecretaría del Ministerio de Hacienda y las recuperó el 14 de febrero de 1882.
La reforma más significativa desde su creación se llevó a cabo por Real Orden de 10 de diciembre de 1895. Esta orden definía la dirección general como «el centro encargado de cubrir las obligaciones y servicios públicos con los ingresos naturales del presupuesto, y con los fondos adquiridos por medio de operaciones bancarias, cuando aquéllos no sean suficientes». La dirección constaba de tres secciones —de servicios de Ordenación, Caja de Depósitos, Asuntos generales y Registro general; de Recaudación y de Loterías y Rifas—, una secretaría y un negociado especial de Banca.

### SigloXX
Con la dictadura de Primo de Rivera, la dirección general cambió su denominación a Dirección General de Tesorería y Contabilidad y le fue otorgada la competencia de hacer los proyectos de ley de presupuestos. Acabada la dictadura, en 1930 se aprobó un decreto-ley que restauraba la Ley de la Administración y Contabilidad de la Hacienda Pública de 1911 y, con ella, la denominación de dirección general del Tesoro Público.
El 28 de septiembre de 1935, se suprimió la Dirección General de Seguros y Ahorro y sus competencias fueron traspasadas a esta dirección, cambian su denominación a la de Dirección General del Tesoro y Seguros. Ya en plena Guerra Civil el gobierno republicano unificó los ministerios de Economía y Hacienda bajo uno solo y la dirección general sufrió un cambio de competencias, perdiendo las de seguros en favor de la Dirección General de la Deuda, Seguros y Clases Pasivas y pasando a denominarse Dirección General del Tesoro, Banca y Ahorro.

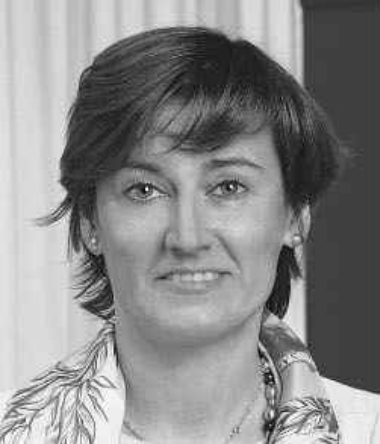
Gloria Hernández García, la primera mujer en ocupar la dirección general del Tesoro entre 1999 y 2003.

Una vez acabada la guerra, a partir de 1939 vuelve a denominarse Dirección general del Tesoro. Por decreto de 10 de mayo de 1957 ocurre la segunda gran reforma de esta dirección, fusionando las direcciones generales del Tesoro y de la Deuda Pública y Clases Pasivas dando lugar a la Dirección General del Tesoro, Deuda Pública y Clases Pasivas. Esta dirección estaba compuesta por las subdirecciones generales del Tesoro, de la Deuda Pública y de las Clases Pasivas y la Caja General de Depósitos.
Por decreto de 27 de noviembre de 1967, con el objetivo de reducir el gasto público de la Administración se suprimieron las direcciones generales de Presupuestos y de Seguros, integrándose sus competencias y órganos en la Dirección general del tesoro que ahora recibiría la denominación de Dirección general del Tesoro y Presupuestos y estaría formada por ocho subdirecciones generales, las tres del tesoro y las subdirecciones generales de Presupuestos; de Inversiones, Financiación y Programación; de Retribuciones de Funcionarios; de Régimen Financiero de Corporaciones Locales y de Seguros. Además, desde 1973 también existió una secretaría general, con rango de subdirección general, dentro de la dirección para la coordinación de todos sus órganos.

### Transición y democracia
En octubre de 1976, se cambió la denominación de la dirección general a Dirección General del Tesoro, pero sin cambios en sus competencias. Otra refundación de direcciones generales ocurrirá en 1982 cuando se fusionan la Dirección General del Tesoro y la Dirección General de Política Financiera y la nueva dirección general asume las competencias de ambas salvo a inspección financiera. Esta denominación estará vigente hasta 2011
Entre diciembre de 2011 y agosto de 2014, la dirección general estuvo suprimida, siendo sus funciones asumidas por la Secretaría General del Tesoro. En 2014 se recuperó bajo la denominación de Dirección General del Tesoro con los objetivos de «optimizar la gestión de la deuda pública con el objetivo de reducir al máximo la carga de intereses; racionalizar y centralizar la gestión de la tesorería del Estado en el marco de la Comisión para la Reforma de las Administraciones Públicas y desempeñar adecuadamente el papel creciente del Tesoro en la gestión de las medidas de apoyo financiero a la economía y, en particular, a la financiación del Fondo de Liquidez Autonómica».
En agosto de 2018, la dirección volvió a la denominación que estuvo vigente entre 1982 y 2011. En 2020, se restructuró el órgano, suprimiéndose la Subdirección General del Tesoro y la Subdirección General de Financiación y Gestión de la Deuda Pública y creándose en su lugar la Subdirección General de Gestión de la Tesorería del Estado y la Subdirección General de Gestión de la Deuda Pública.
Una nueva reforma en el Tesoro se llevó a cabo en 2023. En lo referente a esta Dirección General, se reorganizaron las competencias del órgano de tal forma que las subdirecciones generales de Legislación de Entidades de Crédito, Servicios Bancarios y de Pago y de Legislación de Mercado de Valores e Instrumentos Financieros se refundieron en una nueva Subdirección General de Legislación Financiera y se creó una nueva Subdirección General de Finanzas Sostenibles y Digitales para gestionar todas aquellas competencias que la DGT había estado asumiendo relativas a medio ambiente con incidencia en las finanzas (finanzas sostenibles, bonos verdes, etc).

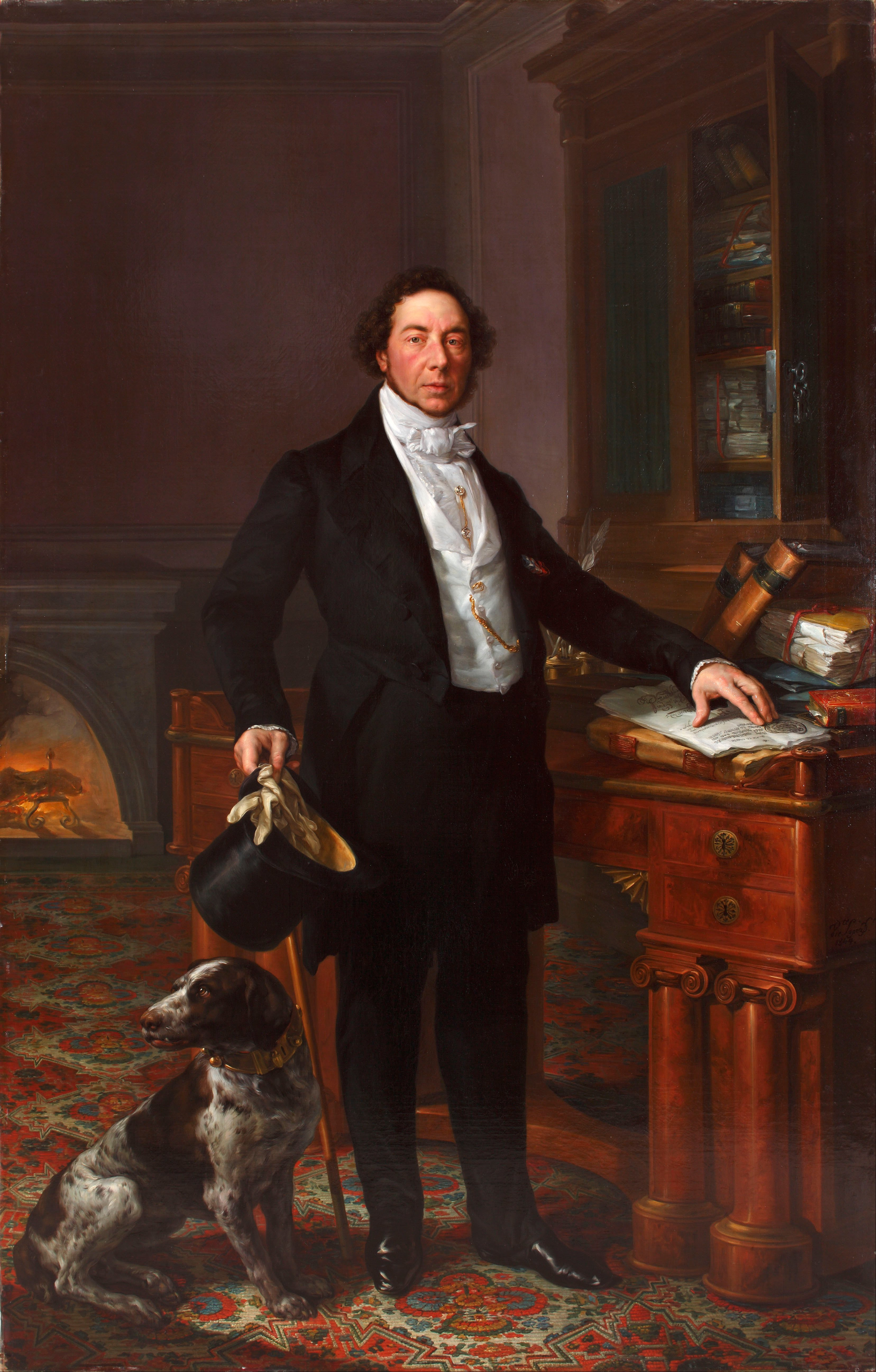
Gaspar Remisa, director general del Real Tesoro entre 1826 y 1833.

## Funciones
Corresponde a la Dirección General y a sus órganos:
1. La gestión de los registros oficiales de instituciones, entidades y mercados financieros que le esté encomendada, la tramitación de las autorizaciones relativas a instituciones, entidades y mercados financieros, las funciones de gestión y control previo de actividades en los mercados financieros que le estén atribuidas, así como el análisis y seguimiento de la evolución de las instituciones y mercados financieros y la propuesta de ordenación de estos.
2. Las de inspección financiera que le estén atribuidas.
3. La dirección, desarrollo y ordenación de la política financiera y su regulación, con la elaboración y tramitación de las disposiciones relativas a:
  1. Las entidades financieras y de crédito, los mercados de valores e instrumentos financieros, las instituciones de inversión colectiva.
  2. La defensa y protección de los usuarios de servicios financieros.
  3. La prevención del blanqueo de capitales y la financiación del terrorismo, los movimientos de capitales y el régimen sancionador en materia de transacciones económicas con el exterior, salvo las disposiciones relativas a inversiones exteriores.
  4. El régimen de las sociedades cotizadas y del buen gobierno corporativo.
  5. La transición ecológica a través de las finanzas sostenibles y la innovación y digitalización a través de las finanzas digitales, incluyendo entidades, sistemas e instrumentos de pago.
4. La representación del Reino de España en el Comité Europeo Bancario, en el Comité Europeo de Valores, en el Comité Europeo de Conglomerados Financieros y en los grupos de trabajo que dependan de ellos, así como en los Comités Técnicos de la Unión Europea, o de otras organizaciones o conferencias internacionales en materia de entidades de crédito, mercados financieros, instituciones de inversión colectiva y otras materias financieras en el marco de las competencias de la Secretaría General del Tesoro y Financiación Internacional. Asimismo, el seguimiento de las políticas y actuaciones de la Autoridad Bancaria Europea y de la Autoridad Europea de Mercados y Valores.
5. Las atribuidas al Ministerio de Economía, Comercio y Empresa por la normativa de recuperación y resolución de entidades de crédito, empresas de servicios de inversión y cámaras de contrapartida central, incluyendo las referidas a los colegios de resolución, el seguimiento de la actuación del Fondo de Garantía de Depósitos de Entidades de Crédito y del FROB, así como, en su caso, el estudio, propuesta y gestión de eventuales medidas de apoyo financiero de carácter excepcional.
6. La representación del Reino de España en el Comité de Servicios Financieros de la Unión Europea.
7. El impulso y coordinación de las actuaciones de promoción de la educación y capacitación financieras, así como de la representación española en la Red Internacional de Educación Financiera de la Organización para la Cooperación y el Desarrollo Económico.
8. La estructuración de los bonos verdes del Tesoro y el seguimiento de las obligaciones de información a los inversores en torno al programa de bonos verdes soberanos. El seguimiento y estudio de los programas de emisiones de bonos verdes a nivel europeo, particularmente en relación con el Mecanismo de Recuperación y Resiliencia, y su interrelación con los distintos mecanismos de financiación de la Unión Europea.
9. El seguimiento, estudio y promoción de las finanzas sostenibles, mediante la elaboración de informes y propuestas de actuación, incluyendo mecanismos de interlocución con el sector privado y la coordinación y colaboración en materia de finanzas sostenibles con otras entidades del sector público estatal y otros organismos de la Administración General del Estado.
10. El seguimiento, estudio y promoción de la transformación digital en el ámbito financiero, mediante la elaboración de informes y propuestas de mejora en la ordenación de las instituciones, actividades y mercados financieros, el impulso de la cooperación institucional, la normalización técnica, la capacitación, la regulación y otras iniciativas relacionadas con la innovación tecnológica aplicada al ámbito financiero, sin perjuicio de las competencias de la Secretaría de Estado de Digitalización e Inteligencia Artificial.
11. La iniciación y tramitación de expedientes sancionadores en materia de movimientos de capitales y transacciones económicas con el exterior en el marco de las competencias que establece la Ley 19/2003, de 4 de julio, sobre régimen jurídico de los movimientos de capitales y de las transacciones económicas con el exterior. Y aquéllas en materia de sanciones financieras relativas a la recepción de notificaciones derivadas de las obligaciones de bloqueo o congelación de fondos y recursos económicos, así como la autorización de liberación de activos financieros
12. Las referidas a la prevención del blanqueo de capitales y de la financiación del terrorismo establecidas en la Ley 10/2010, de 28 de abril, de prevención del blanqueo de capitales y de la financiación del terrorismo, y, en particular, el ejercicio de las funciones de Secretaría de la Comisión de Prevención del Blanqueo de Capitales e Infracciones Monetarias, así como la coordinación de la representación del Reino de España en los foros internacionales de prevención del blanqueo de capitales y financiación del terrorismo.
13. La gestión de la tesorería del Tesoro Público, la ordenación general de pagos, la tramitación de los pagos al exterior, de los pagos masivos y especiales, la canalización de los pagos de la Administración General del Estado a la Unión Europea y de todas aquellas aportaciones que la Unión Europea realice a las Administraciones Públicas para financiar acciones en España, la autorización y control de las cuentas de la Administración General del Estado, sus organismos autónomos y las agencias estatales.
14. La gestión y administración de la Caja General de Depósitos.
15. La tramitación y gestión de los avales de la Administración General del Estado.
16. La gestión de acuñación de moneda y la representación en el Subcomité Europeo de Moneda y en los grupos de trabajo que dependan del mismo.
17. La gestión del Fondo de Titulización del Déficit del Sistema Eléctrico, la participación en sus órganos rectores y la secretaría del Comité de Seguimiento del proceso de titulización del déficit del sistema eléctrico.
18. El estudio, propuesta y gestión del endeudamiento del Estado, así como de la estructura y riesgos financieros de la cartera de deuda del Estado, y la promoción de la distribución y liquidez de la deuda del Estado.
19. La representación del Reino de España en los Comités Técnicos de la Unión Europea, o de otras organizaciones o conferencias internacionales en materia de gestión de la deuda pública.
20. Las que sean atribuidas a la Secretaría General del Tesoro y Financiación Internacional en relación con el endeudamiento y los mecanismos de financiación estatales de las comunidades autónomas y entidades locales, la aplicación a éstas de la normativa de estabilidad presupuestaria en dichas materias cuando aquélla expresamente la atribuya al Ministerio de Economía, Comercio y Empresa, y la fijación del principio de prudencia financiera aplicable a las operaciones de endeudamiento y derivados. Asimismo, le corresponde el apoyo y asesoramiento técnico cuando sea requerido por el Consejo de Política Fiscal y Financiera en el marco de las competencias atribuidas a la Secretaría General del Tesoro y Financiación Internacional.
21. En cuanto le estén atribuidas, la autorización y coordinación del endeudamiento de otros entes públicos o con garantía pública, y la autorización de préstamos o emisiones de valores de las sociedades concesionarias de autopistas.

## Estructura
De la Dirección General dependen los siguientes órganos:
- La Subdirección General de Legislación Financiera, que asume las funciones incluidas en los puntos 1, 2, 3, subapartados 1.º y 2.º, 4, en lo relativo a entidades de crédito y otras entidades financieras que realicen servicios de préstamo, crédito, aval y tasación de préstamos hipotecarios; infraestructuras de mercado, empresas de servicios de inversión; entidades e instituciones de inversión colectiva; solvencia, concurso y resolución de las entidades anteriores; mercados de valores e instrumentos financieros, otras formas de financiación no bancaria; y defensa y protección de los inversores, 5 y 6 del apartado anterior. En el marco de lo dispuesto en el punto 4 del apartado anterior, realiza también el seguimiento de las políticas y actuaciones de la Autoridad Bancaria Europea y de la Autoridad Europea de Mercados y Valores.
- La Subdirección General de Finanzas Sostenibles y Digitales, que asume las funciones incluidas en los puntos 3, subapartados 4.º y 5.º, 4, en lo relativo al régimen de sociedades cotizadas y buen gobierno corporativo, las finanzas sostenibles y las finanzas digitales, incluyendo entidades, instrumentos y sistemas de pagos, 7, 8, 9 y 10 del apartado anterior.
- La Subdirección General de Inspección y Control de Movimientos de Capitales, que asume las funciones incluidas en los puntos 3, ordinal 3.º, 4, en lo relativo a la prevención del blanqueo de capitales y financiación del terrorismo, 11 y 12.
- La Subdirección General de Gestión de la Tesorería del Estado, que asume las funciones señaladas en los puntos 13, 14, 15 y 16 del apartado anterior.
- La Subdirección General de Gestión de la Deuda Pública, que asume las funciones señaladas en los puntos 17, 18, 19, 20 y 21 del apartado anterior.

## Titulares
| - Pío de Elizalde (1823-1824) (0) - Víctor Soret (1824-1826) (0) (1) - Joaquín de Peralta (1825). Interino. (1) - Luis Gargollo (julio-agosto 1826) (1) - Gaspar Remisa (1826-1833) (1) - Julián Aquilino Pérez (1833-1836) (1) - José Segundo Ruiz (1836) (1) - Francisco Crespo de Tejada (1836-1837) (1) - José Vigil de Quiñones de León (1837-1838) (1) - José Ferraz (1839-1843) (1) - Antonio María del Valle (junio-julio 1843). Interino. (1) - José Ferraz (1843- ) (1) - Buenaventura Carlos Aribau (1847-1848) (1) - Pablo de Cifuentes (mayo 1848-diciembre 1849). Interino. (1) - José Sánchez Ocaña (1849-1851) (1) - Eusebio Rodolfo (1851-1852) (1) - Benito Fernández Maquieira (octubre-diciembre 1852). Interino. (1) - Pedro Landaluce (1852-1853) (1) - Diego López Ballesteros (abril-septiembre 1853) (1) - José Borrajo (septiembre-octubre 1853) (1) - Pablo de Cifuentes (1853-1854) (1) - Diego López Ballesteros (agosto-octubre 1854). Interino. (1) - José de Sierra Cárdenas (1854-1855) (1) - Manuel María de Uhagón (1855-1856) (1) - José de Sierra Cárdenas (1856-1861) (1) - Manuel María de Uhagón (1861-1863) (1) | - José González Breto (1863-1868) (1) - Antonio Martínez Lage (1868-1871) (1) - Mariano Cancio Villaamil (febrero-octubre 1871) (1) - José Manso y González (1871-1874) (1) - Gerardo Lameyer (mayo-septiembre 1874) (1) - Antonio García y Rizo (1874-1875) (1) - Antonio de Echenique (1875-1877) (1) - José Magaz y Jaime (1877-1878) (1) - Agustín Genón (1878-1883) (1) - Olegario Andrade (1883-1895) (1) - José Ramón de Oya (1895-1908) (1) - José Ramón Martínez Agulló (1908-1910) (1) - Eduardo Ródenas y Martínez (1910-1917) (1) - Felipe Cardiel y Velasco (1917-1919) (1) - Manuel Díaz Gómez (1919-1920) (1) - Juan Ródenas y Martínez (1920-1924) (1) - Arturo Forcat y Ribera (1924-1936) (1)(7)(5) - Francisco Méndez Aspe (1936-1937) (5) - Antonio Sacristán Colás (1937-1939) (6) - Aquilino Lois Barros (1938-1939) (1) - Asdrúbal Ferreiro Cid (1940-1941) (1) - Benito Jiménez Ezquerro (1941-1957) (1) - José Salgado Torres (1957-1958) (2) - Álvaro de Lacalle Leloup (1958-1959) (2) - Juan José Espinosa San Martín (1959-1965) (2) - Manuel Aguilar Hardisson (1965-1967) (2) | - José Ramón Benavides Gómez-Arenzana (1967-1969) (3) - José Vilarasau Salat (1969-1971) (3) - José Barea Tejeiro (1971-1976) (3) - Ricardo Goytre Boza (junio-septiembre 1976) (3) - Francisco Arán López (septiembre-octubre 1976) (3) - Rafael Gimeno de la Peña (1976-1978) (1) - Miguel Martín Fernández (1978-1979) (1) - Juan Viñas Peya (1979-1980) (1) - Juan Aracíl Martín (1980-1982) (1) - Raimundo Ortega Fernández (1982-1985) (1)(4) - José María García Alonso (1985-1986) (4) - Pedro Martínez Méndez (1986-1988) (4) - Manuel Conthe Gutiérrez (1988-1995) (4) - Jaime Caruana Lacorte (1996-1999) (4) - Gloria Hernández García (1999-2003) (4) - Belén Romana García (2003-2005) (4) - Soledad Nuñez Ramos (2005-2011) (4) - José María Fernández Rodríguez (2014-2016) (1) - Carlos San Basilio Pardo (2016-2018) (1) - Elena Aparici Vázquez de Parga (2018-2020) (4) - Pablo de Ramón-Laca Clausen (2020-2022) (4) - Álvaro López Barceló (2022-2024) (4) - Carla Díaz Álvarez de Toledo (2024-presente) (4) |

(0) Tesorero General del Reino.

(1) Director General del Tesoro/Director General del Tesoro Público/Director General del Real Tesoro.

(2) Director General del Tesoro, Deuda Pública y Clases Pasivas.

(3) Director General del Tesoro y Presupuestos.

(4) Director General del Tesoro y Política Financiera.

(5) Director General del Tesoro y Seguros.

(6) Director General del Tesoro, Banca y Ahorro.

(7) Director General de Tesorería y Contabilidad.